# Список українських коміксів
Список українських коміксів (мальописів) налічує понад 30 україномовних коміксів (мальописів) виданих українською в оригіналі (а не в перекладі на українську).
На сьогодні в Україні працює 8 видавництв, які випускають україномовні мальсторії, до яких належать: «Ірбіс Комікси», «Леополь», «Рідна Мова», «Asgardian Comics», «Nebeskey», «Північні Вогні», «UA Comix» та «Вовкулака».

## Список українських коміксів (мальописів)

### Малі видавництва і самвидав
| Сценаристи                                   |
| -------------------------------------------- |
| Максим Прасолов, Олексій Чебикін, Олег Колов |

| ISBN |
| ---- |
| TBA1 |

### The Will Production
| Сценаристи                                           |
| ---------------------------------------------------- |
| Денис Фадєєв, Олександр Филипович, В'ячеслав Бугайов |

| Художники                                                 |
| --------------------------------------------------------- |
| Олексій Бондаренко, Максим Богдановський, Олександр Опара |

| Сценаристи                                                       |
| ---------------------------------------------------------------- |
| Фадєєв Денис, Скорбатюк Денис, Филипович Олександр, Вознюк Ольга |

### UA Comix
| Сценаристи                   |
| ---------------------------- |
| Михайло Піменов, Річард Муні |

| Художники                          |
| ---------------------------------- |
| Geokon, Rithinor, Костас Пантоулас |

### Vovkulaka
| Назва                             | Сценарій           | Малюнок                         | Дата публікації  | Вид    | №   | Сторінки |
| --------------------------------- | ------------------ | ------------------------------- | ---------------- | ------ | --- | -------- |
| Серед овець                       | Олександр Корешков | Олександр Корешков              | 2016 — донині    | Серія  | 1-4 | 32-56    |
| Серед овець                       | Олександр Корешков | Олександр Корешков              | 9 листопада 2019 | Том    | 1   | 128      |
| Шмаркачі: Випробувальний політ    | Руслан Самарик     | Володимир Поворозник            | 2018             | Комікс | 1   | 24       |
| Двері Агари                       | Анастасія Бистрова | Анастасія Бистрова              | 2019             | Серія  | 1   | 40       |
| Шлях А-16                         | Богдан Солов'ян    | Нікіта Губський та Аксу Рейхан  | 21 серпня 2019   | Серія  | 0-1 | 24-50    |
| Залізна голова                    | Максим Удинський   | Максим Удинський                | 21 вересня 2019  | Серія  | 1-3 | 40-55    |
| Кімка-мандрівник: Часовий перетин | Сергій Чудакоров   | Сергій Чудакоров                | Листопад 2019    | Книга  | 1   | 68       |
| Кобзар                            | Ілля Бакута        | Ілля Бакута та Денис Борисюк    | Березень 2020    | Серія  | 1-3 | 24       |
| Кур'єр                            | Олександр Корешков | Олександр Корешков              | Лютий 2022       | Комікс | 1   | 68       |
| Пітмен                            | Єгор Ключник       | Єгор Ключник                    | Травень 2022     | Том    | 1   | 88       |
| Хєрмен.                           | Денис Задоєний     | Олексій Кутько, Олена Смородіна | Травень 2023     | Том    | 1   | 104      |
| Мерва. Книга 1. Темний спадок.    | Ігор Давиденко     | Ігор Давиденко                  | Червень 2023     | Том    | 1   | 80       |
| Вдовичка.                         | Ігор Баранько      | Ігор Баранько                   | Червень 2023     | Том    | 1   | 56       |
| Шкереберть                        | Денис Волченков    | Юрій Швецов                     | 2023             | Том    | 1   | 80       |
| Блез Паскаль і Комбінаторика      | Ганна Мамонова     | Тетяна Денисенко                | Лютий 2024       | Том    | 2   | 72       |
| Заплановані                       |                    |                                 |                  |        |     |          |
| Тиша: Зима                        | Олександр Корешков | Олександр Корешков              | N/A              | Серія  | 1   | Н/Д      |

#### Mavka
Колись запланований Імпринт видавництва Вовкулака, з напрямком на охоплення дитячої аудиторії. Але через низку причин не був реалізований.
| Назва                                                                          | Сценарій     | Малюнок                           | Дата публікації | Вид             | №               | Сторінки |
| ------------------------------------------------------------------------------ | ------------ | --------------------------------- | --------------- | --------------- | --------------- | -------- |
| Перша лисяча експедиція в Африку [Архівовано 4 грудня 2019 у Wayback Machine.] | Олексій Сміт | Георгій Магер, Олександра Петрова | Жовтень 2019    | Графічна новела | Графічна новела | 64       |

### Fireclaw
| Назва                                                      | Сценарій         | Малюнок                       | Дата публікації | Вид             | №               | Сторінки |
| ---------------------------------------------------------- | ---------------- | ----------------------------- | --------------- | --------------- | --------------- | -------- |
| Серія Call me Kate: Ромео і Джульєтта — Повернення кохання | Едвард Блейд     | Едвард Блейд                  | 2017            | Серія           | 1               | 48       |
| Call Me Kate: Ціна Незалежності                            | Сергій Сметанін  | Богдан Падалко та Юрій Яворик | 2017            | Графічна новела | Графічна новела | 32       |
| Earthborn: Моторошне пробудження                           | Едвард Блейд     | Едвард Блейд                  | 2017            | Серія           | 1               | 44       |
| Nohalia: Дотик Мани                                        | Едвард Блейд     | Едвард Блейд                  | 2017            | Серія           | 1               | 48       |
| Orlando: Ронсевальська ущелина                             | Едвард Блейд     | Едвард Блейд                  | 2017            | Графічна новела | Графічна новела | 48       |
| Call me Kate: Шепіт Божевілля                              | Едвард Блейд     | Ігор Капкаєв                  | 2018            | Серія           | 2               | 36       |
| Робін Гуд. Поцілунок злодія                                | Едвард Блейд     | Наталія Ререкіна              | 21 вересня 2019 | Графічна новела | Графічна новела | 48       |
| Втеча                                                      | Стефано Мунаріні | Родіон Щербінін               | 21 вересня 2019 | Графічна новела | Графічна новела | 48       |

### Northern Lights
| Назва                                  | Сценарій   | Малюнок                        | Дата публікації | Вид   | № | Сторінки |
| -------------------------------------- | ---------- | ------------------------------ | --------------- | ----- | - | -------- |
| ПараБлог: Таємниця карпатського єті #1 | Еван Вольф | Катя Форосто, Міла Лєс         | 3 жовтня 2018   | Серія | 1 | 40       |
| Пангея: Сезон полювання #1             | Еван Вольф | Анастасія Афоніна, Єгор Ягудин | 29 квітня 2019  | Серія | 1 | 32       |
| ПараБлог: Таємниця карпатського єті #2 | Еван Вольф | Катя Форосто, Міла Лєс         | 30 серпня 2019  | Серія | 2 | 44       |
| Пангея #2                              | Еван Вольф | Анастасія Афоніна, Єгор Ягудин | 2020            | Серія | 2 | ~32      |
| ПараБлог #3                            | Еван Вольф | Катя Форосто, Міла Лєс         | 2020            | Серія | 3 | ~32      |
| Пангея #3                              | Еван Вольф | Анастасія Афоніна, Єгор Ягудин | 2020            | Серія | 3 | ~32      |
| Віраж #1                               | Еван Вольф | Н/Д                            | 2020            | Серія | 1 | ~32      |

### Спільно з іншими країнами
| Назва                  | Сценарій      | Малюнок       | Дата публікації | Вид             | № | Сторінки |
| ---------------------- | ------------- | ------------- | --------------- | --------------- | - | -------- |
| Максим Оса (Maxym Osa) | Ігор Баранько | Ігор Баранько | 2008            | графічний роман | 2 | 45       |